# Calycopis lolina
Calycopis lolina är en fjärilsart som beskrevs av Frederick DuCane Godman och Osbert Salvin. Calycopis lolina ingår i släktet Calycopis och familjen juvelvingar. Inga underarter finns listade i Catalogue of Life.